# Chamaesaracha coniodes
Chamaesaracha coniodes là loài thực vật có hoa trong họ Cà. Loài này được (Moric. ex Dunal) Britton mô tả khoa học đầu tiên năm 1894.